# Phasia bifurca
Phasia bifurca är en tvåvingeart som beskrevs av Sun 2003. Phasia bifurca ingår i släktet Phasia och familjen parasitflugor. Inga underarter finns listade i Catalogue of Life.